# 阿拉比 (路易斯安那州)
阿拉比（英語：Arabi）是位於美國路易斯安那州聖貝爾納堂區的一個普查規定居民點。

## 人口
根據2020年美國人口普查的數據，阿拉比的面積為5.26平方千米，當中陸地面積為4.55平方千米，而水域面積為0.71平方千米。當地共有人口4533人，而人口密度為每平方千米861.79人。